# Галан, Хосе Мигель
Хосе Мигель Галан (исп. José Miguel Galán; 1804, Буэнос-Айрес — 1861, Парана) — аргентинский военный и политик, соратник лидера и президента Хусто Хосе де Уркиса в провинции Энтре-Риос, занимавший также некоторые политические должности.

## Ранняя карьера
Родился в 1804 году в Буэнос-Айресе. В возрасте 15 лет он поступил на службу в пехотный гренадерский полк и участвовал в битвах при Сепеде и Каньяда-де-ла-Крус в 1820 году. Затем он служил на границе с индейцами и участвовал в кампаниях губернатора Мартина Родригеса на юге провинции в 1823 году.
Он служил в аргентинской армии, сражавшей с Бразилией, сражаясь в битве при Итусаинго. Под командованием Фруктуосо Риверы участвовал в завоевании Восточных миссий. Когда в конце 1828 года они были эвакуированы, он отправился в провинцию Энтре-Риос, к армии которой присоединился.

## Первые кампании в Энтре-Риосе
В марте 1831 года Хосе Мигель Галан участвовал в обороне от вторжения генералов Хуана Лавалье и Рикардо Лопеса Хордана. Говорят, что он был очень близок к тому, чтобы поймать и казнить Хусто Хосе де Уркису, который участвовал во вторжении. Он поддержал силы полковника Педро Эспино в борьбе против сил бывшего губернатора Хуана Леона Соласа. Позже он присоединился к армии, с помощью которой новый губернатор Паскуаль Эчагуэ установил мир в провинции. Последний присвоил ему чин подполковника.
В 1837 году он помог генералу Эухенио Гарсону защитить Пайсанду от нападения войск Риверы. В 1839 году он участвовал в битве при Паго-Ларго, а затем в битве при Каганче под командованием Эчагуэ.
Он сыграл видную роль в кампании против вторжения армии Корриентеса под руководством Лавалье и сражался в битве при Дон-Кристобале, в которой был тяжело ранен, и в битве при Соусе-Гранде.
В 1841 году Хосе Мигель Галан также совершил вторую и третью кампании Паскаля Эчагуэ до Корриентеса и был взят в плен в битве при Каагуасу. Он провел несколько месяцев в тюрьме, пока не был освобожден после Арройо-Гранде, когда Корриентес перешел в руки федеральных властей.

## По приказу Уркисы
Новый губернатор Хусто Хосе де Уркиса повысил его до звания полковника и поставил его командовать силами провинции Энтре-Риос, которые поддерживали губернатора Педро Кабрала. Штаб его полка находился в Гойе. Когда братья Мадариага вторглись в провинцию из Бразилии, они были внезапно атакованы и разбиты в Лагуна-Брава, через несколько дней после свержения Кабрала. Ему пришлось бежать через реку Парана обратно в Энтре-Риос.
Он был начальником штаба Гарсона при обороне провинции от вторжения Мадариаги и сражался против захватчиков в Пальмар-де-Арройо-Гранде. Вскоре после этого, в 1844 году, он сменил недавно убитого Сиприано де Уркису на посту генерального министра в правительстве его брата. Он представлял губернатора Уркису перед Мадариагой для ратификации Договора Алькараса в 1847 году. Он также был в Буэнос-Айресе, откуда вернулся со списком дополнительных требований диктатора Хуана Мануэля де Росаса, которые были отклонены правительством Корриентеса.
Он участвовал в походе «большой армии» на провинции Санта-Фе и Буэнос-Айрес, возглавляя всю аргентинскую пехоту, и на этой должности сражался в битве при Касеросе. За эту заслугу он был произведен в генералы.

## Последние годы
В 1852 году он был командующим войсками Энтре-Риос и Корриентес в Буэнос-Айресе. С начала сентября он был исполняющим обязанности губернатора при временном директоре Уркисе, который вмешался в управление провинцией Буэнос-Айрес.
11 сентября вспыхнула революция, в которой приняли участие многие офицеры и солдаты Корриентеса под его командованием, благодаря которой Буэнос-Айрес восстановил свою автономию и желание навязать себя остальной части страны. Первым шагом стало дезавуирование Сан-Николасского соглашения и отказ от участия в Национальном учредительном съезде.
Галану пришлось отступить по суше к Сан-Николас-де-лос-Арройос, преследуемый вражескими вооруженными силами. Его военное мастерство позволяло ему защищаться, не вступая в бой. Из Сан-Николаса он отправился по воде в Парану. В конце того же года он участвовал в обороне Энтре-Риос от вторжения Мануэля Орноса и Хуана Мадариаги. Во время осады Буэнос-Айреса Иларио Лагосом созванный им провинциальный конгресс назначил его национальным сенатором Буэнос-Айреса, однако он так и не занял эту должность.
В том же году генерал Хосе Мигель Галан был назначен заместителем губернатора провинции Энтре-Риос Хусто Хосе де Уркисой, который был временным директором Конфедерации. Таким образом, он поддержал Эстанислао Панело, на его назначение мэром Конкордии и, следовательно, в качестве выборщика департамента на выборы президента конфедерации. Наконец, Уркиса был избран после получения большинства, получив 172 голоса в вышеупомянутом департаменте 1 ноября 1853 года.
С 1857 года он был военным и военно-морским министром Аргентинской конфедерации, сменив на этом посту генерала Рудесиндо Альварадо. Два года спустя он стал национальным интервентом в провинции Сан-Хуан, где только что был убит лидер и бывший губернатор Насарио Бенавидес. Его смерть, шумно отпразднованная в Буэнос-Айресе, положила начало войне, исход которой решился в битве при Сепеде (1859), в которой Галан возглавлял всю пехоту конфедерации.
С 14 мая по декабрь 1860 года он был военным командующим департамента Конкордия. Во время президентства Сантьяго Дерки в Энтре-Риос были восстановлены провинциальные органы власти, а бывший президент Уркиса был избран губернатором. Галан был депутатом провинции Парана. Он умер в этом городе в ноябре 1861 года, когда Аргентинская конфедерация распадалась в результате битвы при Павоне.